# Scarface (1983)
Scarface (Alternativtitel: Scarface – Toni, das Narbengesicht) ist ein US-amerikanischer Spielfilm des Regisseurs Brian De Palma, in dem Al Pacino die titelgebende Hauptrolle spielt. Der Film ist eine von De Palma sehr frei interpretierte Neuverfilmung des Originals von Howard Hawks aus dem Jahre 1932.
Die ursprünglich an Al Capones Aufstieg zum Gangsterboss angelehnte Geschichte wurde ins Miami der 1980er Jahre verlegt und zeigt den Aufstieg und Fall des kubanischen Einwanderers Tony Montana in der Welt der Gangsterbanden und des Kokainhandels. Die Persönlichkeiten des historischen Al Capone und des fiktiven Tony Montana weisen jedoch nur wenig Gemeinsamkeiten auf. Während im Film der sozial völlig unverträgliche Tony seinen Aufstieg fast ausschließlich seiner Brutalität und Kaltblütigkeit verdankt, vergrößerte Al Capone seine Macht nicht zuletzt auch durch sein Verhandlungsgeschick, mit dem er vormalige Rivalen durch Zugeständnisse auf seine Seite bringen konnte.
Der Film war zunächst wegen seiner Gewaltszenen umstritten, entwickelte sich in den Folgejahren jedoch zu einem Teil der Popkultur. Bis 2011 war seine Originalfassung in Deutschland indiziert, danach wurde er von der FSK am 25. Mai 2011 mit dem Ergebnis „keine Jugendfreigabe“ neu geprüft.

## Handlung
Im Mai 1980 öffnet Fidel Castro den Hafen von Mariel in Kuba, um kubanische und amerikanische Familienangehörige wieder zusammenzuführen. Dabei zwingt er die Bootsbesitzer, die in die Vereinigten Staaten fahren, auch Oppositionelle, Kriminelle und psychisch Kranke mitzunehmen. Von den 125.000 Einwanderern, die nach Florida kommen, sind damaligen Schätzungen zufolge 25.000 vorbestraft (Mariel-Bootskrise).
Unter ihnen befindet sich auch der verarmte Ex-Sträfling Antonio „Tony“ Montana, der in Miami landet und in den USA sein Glück versuchen möchte. Nach einem hitzigen und von einem Wutausbruch gekennzeichneten Gespräch mit den Grenzbeamten wird er in eine Art Sammellager, die sogenannte „Freedom Town“, gebracht. Nachdem er dort Rebenga, einen ehemaligen hochrangigen Kommunisten, während eines Aufstandes getötet hat, sorgen die Auftraggeber dafür, dass er und einige seiner Freunde mit einer Green Card aus dem Lager entlassen werden.
Mit seinem Freund Manny Ray arbeitet er zunächst als Tellerwäscher, bekommt aber schließlich die Möglichkeit, mit Omar Suárez, der ihm den Mordauftrag vermittelt hatte, im Drogenmilieu mitzumischen. Tony und Manny sollen im Sun Ray Hotel von dem kolumbianischen Drogendealer Hector Kokain erwerben. Neben Tony und Manny kommen noch Chi Chi und Angel Fernandez mit zum Deal. Tony und Angel gehen ins Apartment, um das Geschäft unter Dach und Fach zu bringen, während Manny und Chi Chi draußen warten. Angel stellt sich an die offene Tür, damit er sehen kann, ob alles in Ordnung ist. Manny flirtet intensiv mit einer jungen Amerikanerin, so dass er nicht bemerkt, dass Angel und Tony in einen Hinterhalt geraten und nun von Hector mit dem Tod bedroht werden, falls Tony ihm nicht das Geld gibt, das sie für die Drogen bezahlen sollten. Tony lässt sich allerdings nicht von Hectors Drohungen einschüchtern, was sein Freund Angel mit dem Leben zahlen muss: Er wird im Apartment von Hector brutal mit einer Kettensäge ermordet. Manny und Chi Chi bemerken, dass irgendwas nicht stimmt, und gelangen gerade noch rechtzeitig ins Apartment, um Tony zu retten und die Komplizen von Hector zu erschießen. Dieser kann mit der Kettensäge bewaffnet zunächst noch entkommen, wird aber von Tony verfolgt, gestellt und auf offener Straße erschossen. Anschließend fliehen die drei Überlebenden mitsamt dem Kokain vom Ort des Geschehens.
Tony und Manny lernen danach Frank Lopez kennen, für den Tony in Freedom Town Rebenga getötet hatte; Lopez hat dies als Rache für seinen Bruder veranlasst, der von Rebenga getötet worden war. Lopez führt Tony ins Geschäft ein und schnell macht sich Tony einen Namen auf der Straße, was Lopez wiederum missfällt.
Die nächste Station ist Cochabamba in Bolivien, wo Tony ein millionenschweres Geschäft mit dem Drogenbaron Alejandro Sosa abschließt, in dessen Verlauf Lopez’ Handlanger Omar als angeblicher Informant der Drogenbehörden ermordet wird. Allerdings hat Tony den Geschäftsabschluss ohne die Zustimmung seines Bosses vollzogen, weshalb der Bruch mit Lopez erfolgt. Dieser hetzt Tony, der auch ein Auge auf Lopez’ Frau Elvira geworfen hat, zwei Killer auf den Hals. Tony schießt auf die beiden und verletzt sie schwer. Anschließend stellt er Frank Lopez zur Rede, und Manny erschießt ihn. Den korrupten Polizisten Mel Bernstein, der Lopez zuarbeitete, erschießt Tony selbst. Dadurch steigt er zum Gangsterkönig von Miami auf. Er errichtet ein Imperium, heiratet Elvira und führt die Geschäfte mit Sosa weiter.
Doch Geld, Macht und Drogenkonsum steigen ihm bald zu Kopf und Elvira kritisiert ihn immer öfter. Beim Zählen und Übergeben eines hohen Geldbetrages an den vermeintlichen Geldwäscher Seidelbaum stellt sich heraus, dass dieser ein verdeckter Ermittler ist und der Vorgang von der Polizei gefilmt wird. Den Kontakt zu Seidelbaum hatte Manny eingefädelt, war bei dem Zugriff jedoch nicht anwesend. Es bleibt letztlich unklar, ob Manny Tony wissentlich verraten hat. Tony verdächtigt ihn zwar, glaubt jedoch letztlich an seine Unschuld. Nun drohen Tony eine Anklage und Gefängnis, unter anderem wegen Geldwäsche. Sein Anwalt stellt klar, dass Tony zumindest wegen Steuerhinterziehung verurteilt werden dürfte – eine deutliche Anspielung auf Al Capone. Daher bietet ihm Sosa an, ihn freizukaufen, wenn er ihm in New York bei der Durchführung eines Attentats durch Sosas Gehilfen Alberto behilflich ist, was Tony annimmt. Wieder daheim eskaliert in einem Restaurant ein Streit mit Elvira, die ihn daraufhin verlässt. Tony bereitet mit Alberto das geplante Attentat vor. Als dieser das Auto des Anschlagsziels mit einer ferngesteuerten Bombe in die Luft sprengen will, obwohl sich auch Ehefrau und Kinder des Anschlagsziels darin befinden, vereitelt Tony den Anschlag und erschießt Alberto. Deshalb bricht auch Sosa mit ihm.
Zurück in Miami kann Tony seinen Interimsvertreter Manny nirgends finden. Zudem berichtet ihm seine Mutter vom Verschwinden seiner Schwester Gina, woraufhin er diese sucht. Als ihn eine Spur zu einem Haus führt, in dem Manny öffnet und er Gina im Hintergrund sieht, erkennt er, dass die beiden ein Verhältnis haben, und erschießt Manny kurzentschlossen im Affekt. Die Erkenntnis, dass sein Handeln falsch war, kommt zu spät. Er kehrt mit seiner Schwester in seine Villa zurück, während gleichzeitig auch Sosas Söldner in das Haus eindringen. Sie töten seine Leibwächter und schließlich auch Gina, die versucht hat, Tony zu erschießen. Am Boden zerstört nimmt er sich ein M16-Sturmgewehr mit M203-Granatwerfer und stellt sich Sosas Kampftrupp. Er kann viele der Angreifer töten, wird aber mehrmals angeschossen. Tony provoziert die Angreifer, als ein Killer Sosas hinter ihm auftaucht und ihm mit einer Schrotflinte in den Rücken schießt. Tödlich getroffen stürzt Tony in ein Wasserbecken.

## Synchronisation
Es existieren zwei deutsche Synchronfassungen. Die erste entstand im Auftrag der Berliner Synchron, für die Dialogregie und das deutsche Dialogbuch war Jürgen Neu verantwortlich. In der englischen Originalfassung sprechen Tony und andere mit einem merklichen spanischen Akzent, was nicht in die deutsche Fassung übernommen wurde. Einzelne Begriffe (meist Schimpfwörter, z. B. „Chivato“ für Verräter) oder kurze Sätze sind in beiden Fassungen Spanisch. Die zweite Synchronfassung entstand bei Post Haste Digital, Los Angeles. Kai Wulff schrieb das Dialogbuch und führte Regie. Generell wird die erste Fassung vertrieben.
| Rolle                     | Darsteller                  | Synchronsprecher (1. Synchro) | Synchronsprecher (2. Synchro) |
| ------------------------- | --------------------------- | ----------------------------- | ----------------------------- |
| Antonio „Tony“ Montana    | Al Pacino                   | Frank Glaubrecht              | Kai Wulff                     |
| Manolo „Manny Ray“ Ribera | Steven Bauer                | Ulrich Gressieker             | Torsten Voges                 |
| Elvira Hancock            | Michelle Pfeiffer           | Susanna Bonasewicz            | ?                             |
| Gina Montana              | Mary Elizabeth Mastrantonio | Cornelia Meinhardt            | ?                             |
| Frank Lopez               | Robert Loggia               | Horst Schön                   | ?                             |
| Omar Suárez               | F. Murray Abraham           | Rolf Schult                   | ?                             |
| Mel Bernstein             | Harris Yulin                | Christian Rode                | Curt Lowens                   |
| Alejandro Sosa            | Paul Shenar                 | Hans Peter Hallwachs          | Johann Fantini                |
| Chi Chi                   | Ángel Salazar               | Joachim Tennstedt             | ?                             |
| Nick „The Pig“            | Michael P. Moran            | Helmut Krauss                 | ?                             |
| Hector „The Toad“         | Al Israel                   | Andreas Mannkopff             | ?                             |

## Bedeutung
Der Film gilt als Mitbegründer des modernen Gangsterfilms. Während zuvor Gangsterfilme eine eher klassische Inszenierung hatten, besteht Scarface aus bunten, lauten Bildern mit poppiger Musikuntermalung. Eine besondere Rolle spielt dabei der Schauplatz Miami, der hier schon vor Miami Vice als farbenfrohe, schillernde Strandmetropole gezeigt wird. Ebenfalls typisch für den modernen Gangsterfilm sind unvermittelte, harte Gewaltszenen sowie eine sehr ruppige, aber auch realitätsnahe Sprache, die sich stark von der gehobenen Sprache des Film noir abhebt. Durch die angesprochene Inszenierung wird weiter Abstand vom Film-Noir-Genre genommen, auch wenn Elemente daraus noch ihren Weg in den Film fanden, wie beispielsweise die deutliche Kritik am amerikanischen Traum. Andere klassische Elemente wurden stark abgeändert, zum Beispiel die Femme fatale: Auf den ersten Blick scheint Tonys Frau Elvira diese Rolle einzunehmen, am Ende aber führt sie Tony nicht ins Verderben, sondern versucht ihn mit Kritik an seinem Lebensstil aufzuhalten. Passend zur Inszenierung ist auch das Bild des Antihelden, verkörpert von Tony Montana, abgeändert. Anders als früher schreckt dieser in Scarface selbst vor extremen Gewalttaten nicht zurück. Dies sowie Tonys überhebliche, zynische Art, die sich in seiner schimpfwortdurchfluteten Sprache äußert, wurden prägend für das Charakterbild folgender Gangsterfilme. Scarface ist nicht zuletzt der erste große US-Film, in dem kolumbianische Kokain-Kartelle eine Rolle spielen, die zu dieser Zeit immer mächtiger wurden. Bis heute werden regelmäßig Filme und TV-Serien zu dieser Thematik produziert.

## Altersfreigabe
Ursprünglich war die Originalversion in Deutschland auf dem Index jugendgefährdender Medien. Dies war umstritten, da besonders aus heutiger Sicht der Film lange nicht so brutal wie sein Ruf ist. Selbst die berüchtigte Kettensägenszene zeigt beispielsweise keine Details, wie es heute in vielen Horrorfilmen der Fall ist. Die meiste Zeit sieht man nur Tony, wie ihm das Blut ins Gesicht spritzt. Der eigentliche Mord wird nicht gezeigt.
Allerdings gab nicht nur die Gewalt den Anlass zur Indizierung, sondern vor allem auch die Glorifizierung des Gangstertums. Auch wenn De Palma mit dem letztlichen Scheitern Tonys genau dies zu unterbinden versucht, kann nicht geleugnet werden, dass der Film durchaus Tendenzen in diese Richtung zeigt. Tony erreicht durch Kaltblütigkeit und illegale Taten zunächst Status und seinen Traum von Geld, Macht und Frauen. Allerdings kann er zu keiner anderen Filmfigur langfristig eine positive Beziehung halten. Zunächst verstößt ihn seine Mutter, danach zerbricht das Vertrauen zu seinen Bossen. Er erschießt sogar seinen einzigen Freund Manny, womit er auch seine Schwester Gina gegen sich aufbringt.
Es wurden daher noch zwei weitere Fassungen für den deutschen Markt veröffentlicht, die beide gekürzt waren und jeweils eine Altersfreigabe der FSK erhielten:
- eine FSK-18-Version, die um rund 25 Sekunden gekürzt wurde.[5]
- eine FSK-16-Version, die um rund 15 Minuten gekürzt wurde.[6]

## Kritik
Das Lexikon des internationalen Films urteilt, der Film sei ein „düsteres, krudes, gewaltbesessenes Remake des gleichnamigen Hawks-Klassikers (1932), das weder dem Genre noch dem Mythos des Gangsters als tragischem Held eine neue Dimension hinzufügt.“
Christoph Huber von der Filmzentrale ist der Meinung, „Brian De Palmas Remake des Gangsterklassikers von Howard Hawks“ sei „ein grandioser barocker Exzess“.
René Malgo von Filmstarts resümiert: „Scarface profitiert von einer ausgezeichneten Fotografie, dem gekonnt zusammengestellten Darstellerensemble, angeführt von einem Al Pacino in Topform, und einer sehr passenden, musikalischen Umrahmung Giorgio Moroders. Dies, zusammen mit einem authentischen Drehbuch von Oliver Stone, das sich gerade durch seine scharfsinnigen Dialoge und profilierte Charakterzeichnung auszeichnet, führt zu einem fast perfekten Film. […] Es fehlt allerdings ein bisschen die Straffung der Handlung zum Meisterwerk, so dass bei all der Gewalt, die eigentlich nur spärlich, aber dann äußerst kraftvoll in Szene gesetzt wird, der Eindruck des Langatmigen nicht verwehrt werden kann.“
Die Redaktion von Cinema urteilt: „Brian De Palma und Drehbuchautor Oliver Stone schufen hier eine neuere Ikone des selbstzerstörerischen Supergangsters. Ihr Streifen ist durchaus strapaziös in seiner orgiastischen Faszination für Blut und Gewalt. Aber er bietet auch unvergessliche Szenen und einen Al Pacino, der sich wie ein Wahnsinniger aufführt. Ein Highlight des 80er-Jahre-Kinos. Fazit: Exzessive Gewaltoper mit entfesseltem Star“.

## Auszeichnungen
Scarface erhielt 1984 drei Nominierungen für einen Golden Globe:
- Al Pacino für die beste Hauptrolle in einem Drama
- Steven Bauer für die beste Nebenrolle in einem Drama
- Giorgio Moroder für die beste Filmmusik

Maurice Schell wurde 1984 für den Golden Reel Award in der Kategorie Best Sound Editing – Sound Effects nominiert. Im selben Jahr erhielt Brian De Palma eine Nominierung für die Goldene Himbeere in der Kategorie Schlechteste Regie.
Scarface wurde 2004 für den Golden Satellite Award in der Kategorie Best Classic DVD Release nominiert.

## Populärkulturelle Rezeption
Der Name Scarface ist in der Hip-Hop-Szene verbreitet: Neben dem Rapper Scarface entnahm auch Tony Yayo von der G Unit sein Pseudonym aus dem Film. Im Track My Buddy dieser Musikgruppe ist das Zitat „Say Hello To My Little Friend“ aus dem Film enthalten. In den Texten verschiedener Rapper wird Bezug zu dem Film hergestellt, wie beispielsweise The World Is Yours von Nas oder Say Hello von Jay-Z. Der aus Miami stammende Rapper Rick Ross benutzte für seine Songs Street Life und Push It (To The Limit) Musiksamples aus dem Film. Das Video zu Letzterem erzählt, mit Rick Ross als Hauptdarsteller, die Geschichte von Scarface in der heutigen Zeit nach. Das Duo Mobb Deep benutzte für seine Songs G.O.D. Part III und It’s Mine ebenfalls Musiksamples. Die deutsche Hip-Hop-Formation Äi-Tiem hat bei ihrem Album Wenn hier einer schießt dann bin ich das im Intro Samples aus der Trennungsszene im Restaurant verwendet. Auch Fler verwendete Samples aus der Trennungsszene für sein Intro im Album Trendsetter. Kollegah bezieht sich in einigen Reimen und Namen (T.O.N.I.) auf Scarface. In dem Song Dopeman der HipHop-Band N.W.A, der sich auf dem Debütalbum Straight Outta Compton der Gruppe von 1988 befindet, kommt das leicht veränderte Filmzitat Don’t get high off your own supply vor.
Im Computerspiel Grand Theft Auto: Vice City aus dem Jahr 2002 ist der Protagonist, Thomas „Tommy“ Vercetti, ein Gangster in einer fiktiven, amerikanischen Stadt im Jahr 1986, die Miami stark ähnelt. Neben Zitaten von Serien wie Miami Vice bedient sich das Spiel ausgiebig bei Szenen und der Ausstattung von Scarface. Die Inneneinrichtung der Villa des Protagonisten ist beispielsweise recht deutlich an der von Tony Montana angelehnt. Außerdem gibt es im Spiel ein Apartment, in dessen Badezimmer sich Blutspuren und eine Kettensäge befinden. Die Entwickler des Spiels, Rockstar North, hatten schon im Vorgänger GTA III viele Musikstücke aus Scarface verwendet. Genau genommen besteht das gesamte Repertoire an Liedern von Flashback FM, einer Radiostation in Liberty City, aus dem Scarface-Soundtrack.
Der Publisher Vivendi Universal veröffentlichte das Actionspiel Scarface: The World Is Yours für PC, PSP, PlayStation 2, Xbox und Wii. Der Spieler steuert den Gangster Tony Montana durch das am Computer nachgebaute Miami und erfüllt einige Aufträge. Hierfür wurde das Filmende umgeändert: Tony stirbt nicht, muss aber sein Drogenimperium komplett neu aufbauen. Das Spielprinzip orientiert sich an Videospielen wie Grand Theft Auto: Vice City oder Der Pate.
Das Computerspiel Payday 2 bekam zuletzt einen Scarface-DLC, in dem man auch Tony selbst spielen kann.
In der Fernsehserie South Park liest Eric Cartman bei einem Talentwettbewerb ausgewählte Texte aus dem Film Scarface vor. Dabei handelt es sich um Tony Montanas wütenden Ausruf im Restaurant. Auch in der Folge Medicinal Fried Chicken der 14. Staffel finden sich einige deutliche Anspielungen auf den Film. Eine weitere Erwähnung findet sich in der letzten Episode der Fernsehserie Standoff, als ein Geiselnehmer seinem Freund stolz vorführt, dass er das M16 mit Granatwerfer aus Scarface gekauft hat. Im Gangsterfilm New Jack City und der Fernsehserie Die Sopranos wird auf die Schlussszene von Scarface Bezug genommen. Eine weitere Referenz findet sich in einer Folge der Serie Breaking Bad, als sich die Hauptfigur Walter White in einer Szene den Film zusammen mit seinem Sohn ansieht. Der Serienschöpfer Vince Gilligan beschrieb die Charakterentwicklung seines Protagonisten mit dem Vergleich, er hätte Mr. Chips in Tony Montana verwandelt.

## Produktion
Scarface wurde in Florida, Kalifornien sowie New York gedreht. Die Dreharbeiten begannen am 29. November 1982 und endeten am 15. Juli 1983. Der Film hatte ein Budget von rund 25 Millionen US-Dollar und spielte weltweit etwa 65 Millionen US-Dollar ein.
Giorgio Moroder zitiert in Tony’s Theme die Arie Cold Genius aus der Barockoper King Arthur von Henry Purcell. Im Untertitel der DVD zum Film erfährt man zum Ende des Films, dass dieser Howard Hawks und Ben Hecht, dem Drehbuchautor des Originalfilms von 1932, gewidmet ist.
Míriam Colón spielt Tonys Mutter, obwohl sie in Wirklichkeit nur vier Jahre älter als Al Pacino ist.
Auch Steven Spielberg drehte ein paar Szenen zusammen mit und für seinen Freund Brian De Palma.

### Veröffentlichung
Seine Weltpremiere feierte der Film am 1. Dezember 1983 in New York. Ab dem 9. Dezember 1983 war er in den US-amerikanischen Kinos zu sehen. In den deutschen Kinos lief er am 9. März 1984 an. Am 19. September 2003 kam es in den USA zu einer Wiederaufführung. Beim Rome Independent Film Festival wurde der Film am 25. Oktober 2008 vorgeführt.

## Soundtrack
- Various Artists: Scarface. 1998, Label Mca (neu aufgelegt beim Label Universal Music Group im Jahr 2003)
- Various Artists: Music Inspired By Scarface. 2003, Label Def Jam Recordings